# Danesh (Frauenzeitschrift)
Danesh (persisch: دانش; DMG: Dāneš; deutsch: „Wissen“) war eine persischsprachige Frauenzeitschrift, die in Teheran herausgegeben wurde. Sie erschien wöchentlich von 1910 bis 1911 (1328–1329hš) in insgesamt 30 Ausgaben. Die Herausgeberin war die Ehefrau eines Dr. Hosseyn Khan (Kahal) und Tochter von Yaqub Jadid al-Eslam Hamadani. Ihr eigener Name ist nicht bekannt.
Danesh war außerdem die erste Zeitschrift Irans, die nur für Frauen herausgegeben wurde. Politische Themen gehörten nicht zum Inhalt, sondern vor allem inländische Nachrichten, die Frauen damals interessierten. Ebenfalls wurden Artikel zu Themen wie Bildung und Kindererziehung publiziert sowie die Kapitel eines Fortsetzungsromans veröffentlicht.